# Hylaia dryadella
Hylaia dryadella es una especie de coleóptero de la familia Endomychidae.

## Distribución geográfica
Habita en Grecia y Macedonia.